# الدوري السعودي الممتاز 1990–91
الدوري السعودي الممتاز 1990–1991 هي النسخة الخامسة عشر من الدوري السعودي الممتاز منذ استحداث المسابقة بعام 1976. ظفر الشباب بلقب البطولة بعد فوزه بالمباراة النهائية 1–0 أمام نظيره النصر، ويعتبر اللقب الأول بتاريخه. أما الأندية التي هبطت فهما النجمة، والعربي.
قرر الاتحاد السعودي لكرة القدم تغيير نظام البطولة وإدخال المربع الذهبي بتاريخ 26 ديسمبر 1990. المربع الذهبي عبارة عن إقصاء فردي يلعب بين الفرق التي تحتل المراكز الأربعة الأولى بجدول الترتيب ويسمى نصف نهائي، بحيث يلعب الأول مع الثالث والثاني مع الرابع ذهابًا وإيابًا، الفائزون يتأهلون للعب المباراة النهائية لتحديد البطل والوصيف، أما الخاسرون يتأهلون للعب مباراة تحديد المركز الثالث لتحديد من صاحب المركز الثالث والرابع. الموسم كان قد بدأ بتاريخ 26 أكتوبر 1990 ولكنه توقف في 14 يناير 1991 بسبب حرب الخليج الثانية، ثم تم استئنافه بعد توقف الحرب ونهاية شهر رمضان بتاريخ 25 أبريل 1991.

## الملاعب والمواقع
| النادي   | المكان | الملعب                          |
| -------- | ------ | ------------------------------- |
| الأهلي   | جدة    | ملعب الأمير عبد الله الفيصل     |
| الاتفاق  | الدمام | ملعب الأمير محمد بن فهد         |
| الهلال   | الرياض | ملعب الملك فهد الدولي           |
| الاتحاد  | جدة    | ملعب الأمير عبد الله الفيصل     |
| العربي   | عنيزة  | ملعب إدارة التربية والتعليم     |
| النجمة   | عنيزة  | ملعب نادي النجمة                |
| النصر    | الرياض | ملعب الملك فهد الدولي           |
| القادسية | الخبر  | ملعب الأمير سعود بن جلوي        |
| الرياض   | الرياض | ملعب الأمير فيصل بن فهد         |
| الشباب   | الرياض | ملعب الملك فهد الدولي           |
| الطائي   | حائل   | ملعب الأمير عبد العزيز بن مساعد |
| الوحدة   | مكة    | ملعب الملك عبد العزيز           |

## جدول الترتيب
| الترتيب | النادي   | لعب | فاز | تعادل | خسر | له | عليه | فارق الأهداف | النقاط |
| ------- | -------- | --- | --- | ----- | --- | -- | ---- | ------------ | ------ |
| 1       | الشباب   | 22  | 14  | 6     | 2   | 38 | 15   | +23          | 34     |
| 2       | النصر    | 22  | 13  | 6     | 3   | 30 | 14   | +16          | 32     |
| 3       | الهلال   | 22  | 12  | 7     | 3   | 28 | 10   | +18          | 31     |
| 4       | الاتفاق  | 22  | 11  | 6     | 5   | 29 | 18   | +11          | 28     |
| 5       | الاتحاد  | 22  | 9   | 8     | 5   | 24 | 14   | +10          | 26     |
| 6       | الرياض   | 22  | 10  | 3     | 9   | 28 | 30   | -2           | 23     |
| 7       | الأهلي   | 22  | 7   | 8     | 7   | 24 | 17   | +7           | 22     |
| 8       | الطائي   | 22  | 4   | 11    | 7   | 22 | 29   | -7           | 19     |
| 9       | القادسية | 22  | 5   | 8     | 9   | 17 | 23   | -6           | 18     |
| 10      | الوحدة   | 22  | 4   | 9     | 9   | 14 | 26   | -12          | 17     |
| 11      | النجمة   | 22  | 0   | 8     | 14  | 13 | 35   | -22          | 8      |
| 12      | العربي   | 22  | 0   | 6     | 16  | 12 | 48   | -36          | 6      |

## المربع الذهبي (الأدوار النهائية)

### نصف النهائي

#### مباراة الذهاب
| الهلال | 2–2 | الشباب |
| ------ | --- | ------ |
|        |     |        |

| الاتفاق | 1–2 | النصر |
| ------- | --- | ----- |
|         |     |       |

#### مباراة الإياب
| الشباب | 2–1 | الهلال |
| ------ | --- | ------ |
|        |     |        |

| النصر | 1–1 | الاتفاق |
| ----- | --- | ------- |
|       |     |         |

### مباراة تحديد المركز الثالث
| الهلال | 2–1 | الاتفاق |
| ------ | --- | ------- |
|        |     |         |

### النهائي
| النصر | 0–1 | الشباب |
| ----- | --- | ------ |
|       |     |        |

## وصلات خارجية
- الموقع الرسمي لدوري السعودي
- احصائيات الدوري السعودي